# Carlos I, Conde de Hesse-Philippsthal
Carlos I, Conde de Hesse-Philippsthal (23 de Setembro de 1682, Schmalkalden - 8 de Maio de 1770, Philippsthal) foi um membro da Casa de Hesse e conde de Hesse-Philippsthal entre 1721 e a sua morte.

## Vida
Carlos era o filho mais velho de Filipe, Conde de Hesse-Philippsthal e da sua esposa, a princesa Catarina Amália (1654–1736), filha de Carlos Otão, Conde de Solms-Laubach. Sucedeu ao seu pai em 1721 como Carlos, Conde de Hesse-Philippsthal.
Carlos juntou-se ao exército dos Países Baixos em 1701 e lutou na Guerra de Sucessão Espanhola. A 10 de Março de 1710, destingiu-se na Batalha de Helsingborg e foi promovido a major-general. Em 1715, esteve envolvido no desembarque de Rügen e no subsequente cerco de Stralsund. Posteriormente, juntou-se ao exército francês e foi nomeado tenente-general a 13 de Março de 1721.
A 6 de Junho de 1731, recebeu a Ordem do Elefante dos Países Baixos.
Mais tarde, juntou-se ao exército do Sacro Império Romano-Germânico onde alcançou a posição de marechal-de-campo.

## Casamento e descendência
Carlos casou-se a 24 de Novembro de 1725 em Eisenach com a princesa Carolina Cristina (1699–1743), filha de João Guilherme III, Duque de Saxe-Eisenach, de quem teve os seguintes filhos:
1. Guilherme, Conde de Hesse-Philippsthal (29 de Agosto de 1726 - 8 de Agosto de 1810), casado com a princesa Ulrica Leonor de Hesse-Philippsthal-Barchfeld; com descendência.
2. Carolina Amália de Hesse-Philippsthal (16 de Fevereiro de 1728 - 18 de Setembro de 1746), morreu aos dezoito anos de idade.
3. Frederico de Hesse-Philippsthal (12 de Fevereiro de 1729 - 30 de Maio de 1751), morreu aos vinte-e-dois anos de idade.
4. Carlota Amália de Hesse-Philippsthal (11 de Agosto de 1730 - 7 de Setembro de 1801), casada com António Ulrico, Duque de Saxe-Meiningen; com descendência.
5. Filipina de Hesse-Philippsthal (24 de Setembro de 1731 - 11 de Janeiro de 1762), morreu aos trinta anos de idade; nunca se casou nem teve descentes.

## Genealogia
| Carlos I, Conde de Hesse-Philippsthal | Pai: Filipe, Conde de Hesse-Philippsthal | Avô paterno: Guilherme VI, Conde de Hesse-Cassel | Bisavô paterno: Guilherme V, Conde de Hesse-Cassel       |
| Carlos I, Conde de Hesse-Philippsthal | Pai: Filipe, Conde de Hesse-Philippsthal | Avô paterno: Guilherme VI, Conde de Hesse-Cassel | Bisavó paterna: Amália Isabel de Hanau-Münzenberg        |
| Carlos I, Conde de Hesse-Philippsthal | Pai: Filipe, Conde de Hesse-Philippsthal | Avó paterna: Edviges Sofia de Brandemburgo       | Bisavô paterno: Jorge Guilherme, Eleitor de Brandemburgo |
| Carlos I, Conde de Hesse-Philippsthal | Pai: Filipe, Conde de Hesse-Philippsthal | Avó paterna: Edviges Sofia de Brandemburgo       | Bisavó paterna: Isabel Carlota do Palatinado (1597–1660) |
| Carlos I, Conde de Hesse-Philippsthal | Mãe: Catarina de Solms-Laubach           | Avô materno: Carlos Otão, Conde de Solms-Laubach | Bisavô materno: Alberto Otão II, Conde de Solms-Laubach  |
| Carlos I, Conde de Hesse-Philippsthal | Mãe: Catarina de Solms-Laubach           | Avô materno: Carlos Otão, Conde de Solms-Laubach | Bisavó materna: Catarina Juliana de Hanau-Münzenberg     |
| Carlos I, Conde de Hesse-Philippsthal | Mãe: Catarina de Solms-Laubach           | Avó materna: Isabel de Bentheim-Steinfurt        | Bisavô materno: Arnaldo Jacob de Bentheim-Bentheim       |
| Carlos I, Conde de Hesse-Philippsthal | Mãe: Catarina de Solms-Laubach           | Avó materna: Isabel de Bentheim-Steinfurt        | Bisavó materna: Ana Amália de Isenburg-Büdingen          |